# مستأجر (فیلم ۲۰۰۹ انگلیسی)
مستأجر (به انگلیسی: The Lodger) فیلمی محصول سال ۲۰۰۹ و به کارگردانی دیوید اونداتیج است. در این فیلم بازیگرانی همچون آلفرد مولینا، ریچل لی کوک، هوپ دیویس، سایمون بیکر، مل هاریس، شین وست، فیلیپ بیکر هال، ربکا پیدگئون و دانل لوگ ایفای نقش کرده‌اند.